# Johannes Berscheid
Johannes Berscheid (ur. 1912, data śmierci nieznana) – zbrodniarz nazistowski, członek załogi niemieckiego obozu koncentracyjnego Dachau i SS-Rottenführer.
Z zawodu murarz. Członek NSDAP (od 1933). Należał do Luftwaffe od sierpnia 1941, z której 1 września 1944 przeniesiono go do Waffen-SS. Od marca 1943 do 30 kwietnia 1945 pełnił służbę w Augsburgu, podobozie KL Dachau, jako wartownik i kierownik komanda więźniarskiego pracującego w zakładach Messerschmitta.  
W procesie członków załogi Dachau (US vs. Johannes Berscheid i inni), który miał miejsce w dniach 12-25 sierpnia 1947 przed amerykańskim Trybunałem Wojskowym w Dachau Berscheid skazany został na 15 lat pozbawienia wolności. Uznano go za winnego wielokrotnego katowania więźniów różnymi narzędziami i kolbą karabinu, tak że nie byli oni w stanie podnieść się z ziemi o własnych siłach. Wyrok zatwierdzono 3 lutego 1948. 